# Rajko Đurić
Rajko Đurić (kyrillisch Рајко Ђурић, Nachname auch eingedeutscht Djuric; * 3. Oktober 1947 in Malo Orašje, Gemeinde Smederevo, Jugoslawien; † 2. November 2020 in Belgrad, Serbien) war ein jugoslawischer bzw. serbischer Autor und Politiker.

## Leben und Werk
Đurić studierte an der Philosophischen Fakultät der Universität Belgrad und promovierte über die Kultur der in Jugoslawien lebenden Roma, denen er selbst angehörte. Von 1990 bis 2000 war er Präsident der International Roma Union. In den 1980er Jahren war er Leiter der Kulturredaktion der Belgrader Zeitung Politika. Kurz vor Beginn der Jugoslawienkriege übersiedelte er 1991 wegen seiner pazifistischen Einstellung und seiner Gegnerschaft zum serbischen Präsidenten Slobodan Milošević nach Berlin. Er wurde Mitglied im PEN-Zentrum Deutschland. 2002 wurde Đurić mit dem schwedischen Tucholsky-Preis für im Exil lebende Schriftsteller ausgezeichnet.
Er verfasste Lyrik sowie Essays und Bücher zu historischen, kultur- und literaturwissenschaftlichen Themen. Ab 2001 war er Generalsekretär des Internationalen Roma-PEN-Zentrums.
2004 kehrte er nach Belgrad zurück. Bei der Parlamentswahl im Januar 2007 wurde er als Kandidat der Partei Unija Roma Srbije (Roma-Union Serbiens), deren Vorsitzender er war, in das serbische Parlament gewählt. Bei der darauffolgenden vorgezogenen Parlamentswahl in Serbien 2008 gelang es ihm nicht mehr, ein Mandat zu erringen. Đurić starb nach langer Krankheit im Herbst 2020 im Alter von 73 Jahren in Belgrad.

## Werke
- Zigeunerische Elegien: Gedichte in Romani und Deutsch. Buske, Hamburg, 1989, ISBN 3-87118-923-5.
- mit A. Bertolt Bengsch: Der Zerfall Jugoslawiens. Morgenbuch-Verlag, Berlin, 1992, ISBN 3-371-00325-6.
- Roma und Sinti im Spiegel der deutschen Literatur: Ein Essay (= Studien zur Tsiganologie und Folkloristik; 13). Lang, Frankfurt am Main u. a., 1995, ISBN 3-631-48018-0.
- mit A. Bertolt Bengsch: Ohne Heim – Ohne Grab: die Geschichte der Roma und Sinti (= Anne-Frank-Shoah-Bibliothek). Aufbau, Berlin, 1996, ISBN 3-351-02418-5.
- Die Literatur der Roma und Sinti. Ed. Parabolis, Berlin, 2002, ISBN 3-88402-307-1.
- mit Ljatif Mefaileskoro Demir und Ivana Stojanovska: Tikni historija e Romengiri = Kratka istorija na Romite. RKEC Darhia, Skopje, 2005, ISBN 9989-2113-1-0 (mazedonisch; „Eine kurze Geschichte der Roma“)
- mit Antun Miletić: Историја холокауста Рома / Istorija holokausta Roma. Politika ad, Belgrad, 2008, ISBN 978-86-7607-092-3 („Geschichte des Holocaust an den Roma“).